# Lona Gaikis
Lona Gaikis (* 1982 in Toronto) ist eine kanadisch-österreichische Kuratorin, künstlerische Forscherin und Philosophin.

## Leben
Lona Gaikis ist als Tochter baltischer Einwanderer in Toronto geboren. Sie hat Schulzeit und Studium in Deutschland verbracht. Seit 2011 lebt und arbeitet sie in Wien. Gaikis studierte an der Staatlichen Akademie der bildenden Künste zunächst bei Günter Umberg und später bei John Bock, bei dem sie 2009 Meisterschülerin wurde. Sie hat ein zusätzliches Begleitstudium am ZAK | Zentrum für Angewandte Kulturwissenschaft und Studium Generale am KIT in Karlsruhe absolviert. Zwischen 2012 und 2015 arbeitete Lona Gaikis als Kuratorin und Projektmanagerin mit dem Kunsthändler Raimund Deininger. Lona Gaikis 2017 promovierte sie in Philosophie sowie in Kunst- und Kulturwissenschaft an der Akademie der bildenden Künste Wien bei Elisabeth von Samsonow. Ihre Forschungsarbeit befasst sich mit dem „New Key“ der Philosophin Susanne K. Langer sowie der Bedeutung von Musik in der künstlerischen Praxis. Lona Gaikis ist Hochschullektorin mit Vorlesungen und Seminaren an der Akademie der bildenden Künste Wien, der Universität für künstlerische und industrielle Gestaltung Linz sowie dem Institut für Musikwissenschaft der Universität Wien.
Seit 2013 ist Lona Gaikis mit der Plattform czirp czirp – experimental and sonic arts in Wien aktiv.
2020 zog Lona Gaikis als Bezirksrätin für Die Grünen für das Ressort Kunst und Kultur in die Bezirksvertretung des 17. Wiener Gemeindebezirks ein. Sie ist seit 2016 Mitglied der Grünen und als EU-Bürgerin auf Bezirksebene in Österreich aktiv.

## Werk
Lona Gaikis untersucht die Bedeutung von Musik in künstlerischer Praxis und verfolgt den ästhetisch-analytischen Ansatz Susanne K. Langers. Seit 2009 leitet Lona Gaikis die künstlerisch-wissenschaftliche Plattform czirp czirp – experimental and sonic arts, die sich auf Subkulturen der Musik und Kunst sowie Sound Art spezialisiert. Es gehe darum, die Vielstimmigkeit heutiger künstlerischer und musikalischer Praxis breit zu vermitteln. Projekte sind ortsspezifisch konzipiert und adressieren ein Szene-fremdes Publikum. Für den Wiener Kongresspark entwickelte die Plattform 2021 mit der ASMR-Künstlerin Claire Tolan die Augmented Reality-Anwendung CICADA GAMES, die den öffentlichen Raum durch einen virtuellen Klangraum erweitert.
Weitere Projekt-Formate für öffentliche Plätze, wie die Konzertserie für Mehr-Kanal-Musik Sonic Cell (2021-fortlaufend) folgten.
Seit 2018 veranstaltet czirp czirp den Club Radiokoje, der die Geschichte des städtischen Kongreßbads in Wien als Ort für Kultur und Musik aufgreift.
Zwischen 2020 und 2022 war Lona Gaikis für das Institut für Medienarchäologie von Elisabeth Schimana tätig. 2019 erschien der Sammelband „Hidden Alliances“, der Pionierinnen der elektronischen Musik in den Fokus stellt, an dem Lona Gaikis als Autorin mitgewirkt hat. Gaikis präsentierte das Buch u. a. auf Festivals wie dem Ars Electronica in Linz und im Österreichischen Kulturforum in Ljubljana.
Lona Gaikis ist Mitglied verschiedener Forschungsgruppen. Sie ist Philosophin des Projekts Phantom Lab, das sich mit der ästhetisch-empirischen Untersuchung von Handprothesen befasst (2020–2022). Seit 2020 ist sie Mitglied des internationalen Netzwerks des Susanne K. Langer Circle der Universität Utrecht.
Lona Gaikis ist Herausgeberin des 2024 erschienenen akademischen Sammelbandes The Bloomsbury Handbook of Susanne K. Langer, das als Open Access Publikation 2024 vom FWF – Österreichischer Wissenschaftsfonds gefördert wurde.